# Sklov
Sklov (Шклоў, Шклов) kisváros Fehéroroszország Mahiljovi területének északi részén, a Sklovi járás székhelye. 2006-ban 13,4 ezer lakosa volt . Mahiljovtól 38 km-re északra, a Dnyeper jobb partján fekszik, a Szerebrjanka-patak torkolatánál.

## Története

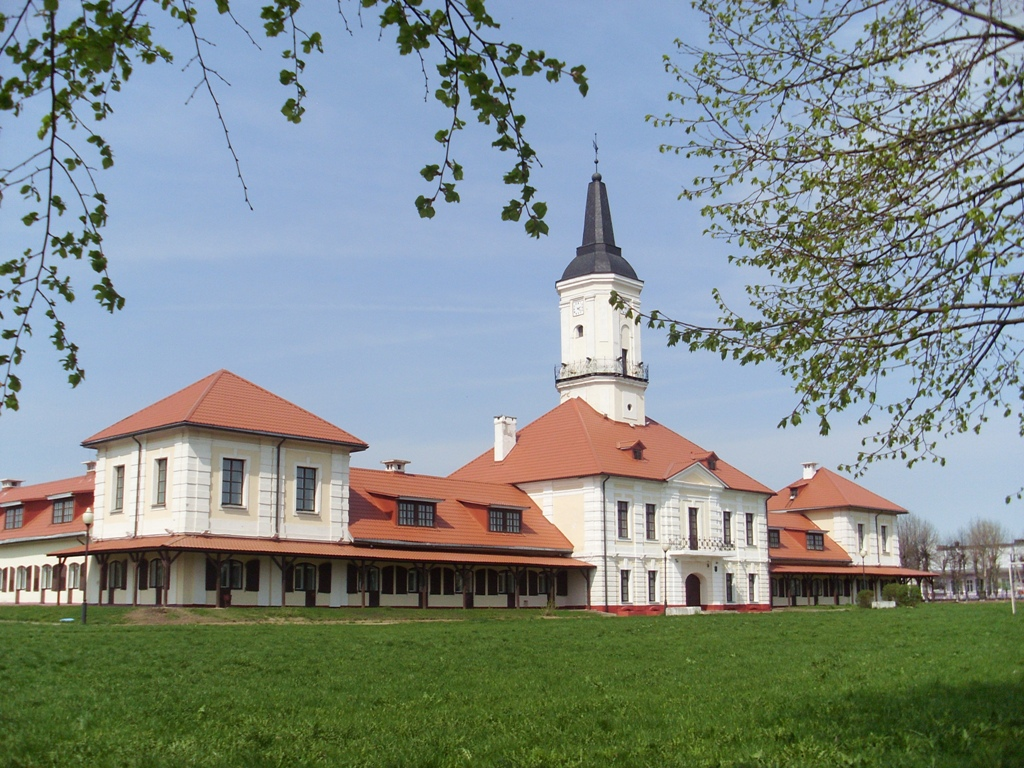
A városháza épülete

Első írásos említése 1535-ből származik. A 16. század során számos lengyel mágnáscsalád birtokolta (Czartoryski, Chodkowicz, Siniawski). 1568-ban a Sklovi grófság székhelyévé vált, 1643-ban már 4750 lakosa és 950 épülete volt. Közelében zajlott le a sklovi csata 1654. augusztus 12-én a lengyel-orosz háború részeként.  1668-ban egy tűzvész teljesen elpusztította, ezután építették újjá mai helyén (korábban a mai Malij Sztarij Sklov falu helyén feküdt, 3 km-re nyugatabbra).
1762-ben városi jogokat és címert kapott. 1772-ben, Lengyelország első felosztásakor került Oroszországhoz.
A 19. század folyamán gyorsan fejlődő folyami kikötővé és kereskedővárossá vált, birtokosai (G. Patyomkin herceg majd Sz. Zorics generális) számos manufaktúrát létesítettek (selyemszövő, posztó- és vitorlavászonkészítő, kötélverő műhelyeket). Egy ideig kadétiskola is működött itt, de 1801-ben Grodnóba, majd később Moszkvába költöztették. 1780-1844 között színháza is volt a városnak, de balett- és zeneiskola is működött itt. A 20. század első éveiben az Orsa-Mahiljov vasútvonal sklovi állomása is felépült. 1898-ban itt épült fel az akkori Oroszország egyik első kartonpapírgyára. A századfordulón 10 ezer lakosa volt.
Sklov lakosai aktívan részt vettek az 1905-ös forradalomban. 1917-ben a Téli Palota ostromlói között is ott voltak a skloviak. A szovjethatalom 1917 novemberében alakult meg a városban. 1924-ben járási székhely lett. 1925-ben újra megkapta a városi címet. 1939-ben 8,1 ezer lakosa volt. 1941. július 9-1944. június 27. között német megszállás alatt volt. A németek 1941 szeptemberében mintegy 3 ezer embert gyilkoltak meg. Az 1980-as években Aljakszandr Rihoravics Lukasenka, a későbbi fehérorosz elnök (aki a közeli Kopiszban született) itt dolgozott, mint a járási állami gazdaságok igazgatója.

## Gazdasága

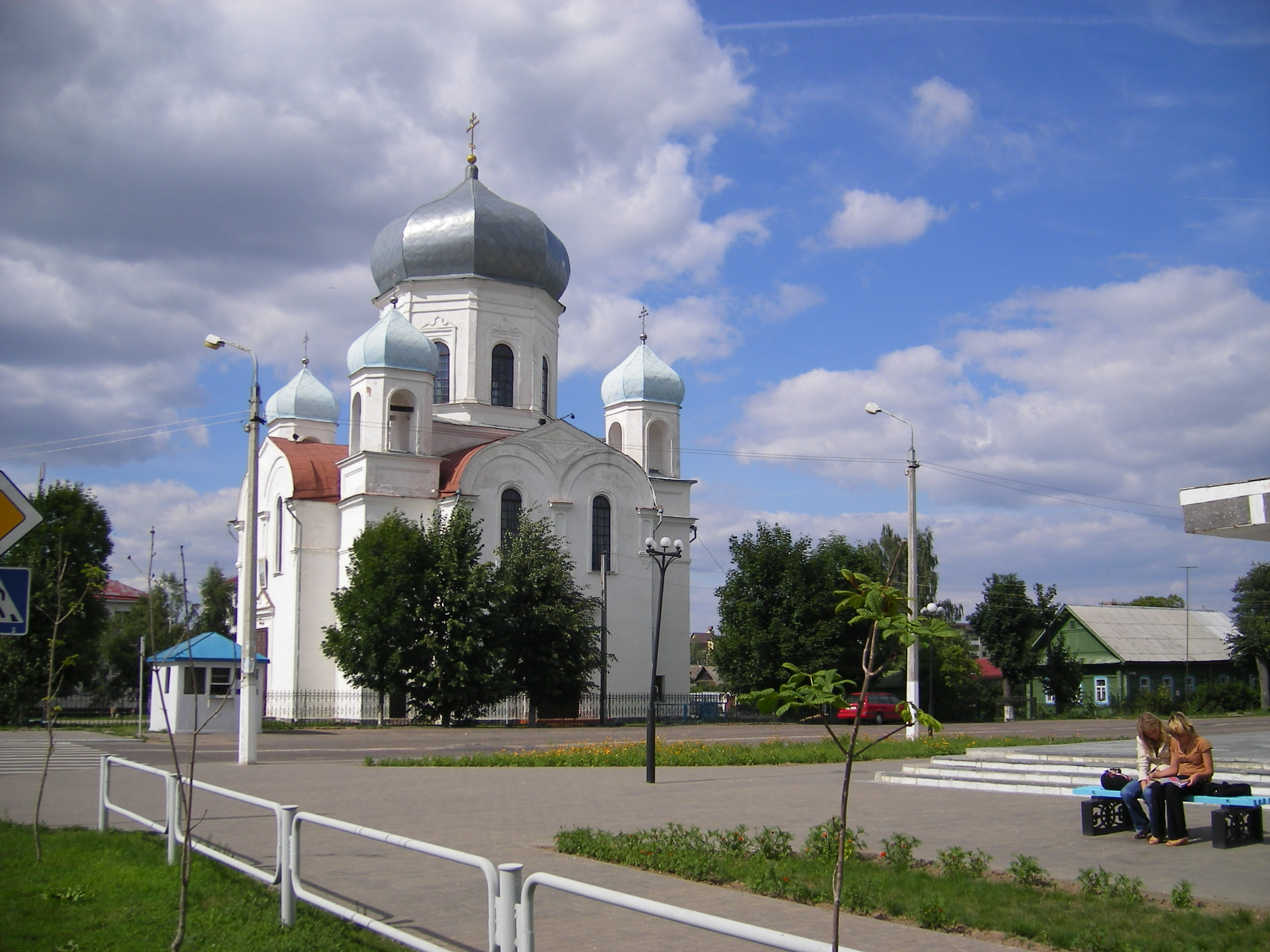
A Szpaszo-Preobrazsenszkaja- templom

A város legfontosabb ipari üzeme a Szpartak cellulóz- és papírgyár, de működik itt tejfeldolgozó üzem, lenüzem és takarmányelőállító üzem is. A fa- és építőipar is jelen van Sklovban.
Sklovot a P76-os főút köti össze Mahiljovval (38 km) és Orsával (49 km). A P77-es út Bjalinyicsi (70 km) felé teremt összeköttetést. A Dnyeper hídján át 14 km hosszú autóút vezet a városközpontból az M8-as nemzetközi (Pszkov-Kijev közötti) főúthoz. Sklov a Mahiljov-Orsa vasútvonal legfontosabb állomása.

## Nevezetességei
A város 18.-19. századi fénykorának épületeiből kevés maradt fenn napjainkra. Legfontosabb műemlék épülete a városháza (ratusa), mely a 18. század végén épült klasszicista stílusban, a hozzá tartozó kereskedősorral. A belváros legfontosabb utcájában (Szovjetszkaja) található a 20. század elején épült Szpaszo-Preobrazsenszkaja-templom. A papírgyár 1898-ból származó épülete, néhány 19. századi lakóház és a városi park tarthat még számot érdeklődésre. Az egykor itt élt zsidó lakosságra a zsinagóga és a zsidó temető emlékeztet.